# David Reimer
David Reimer, nascut el 22 d'agost de 1965 a Winnipeg, a Manitoba, i mort el 5 de maig de 2004, va ser un canadenc conegut per haver patit un procés de reassignació sexual sense el seu consentiment.
Arran d'una circumsició fallida per tal de guarir una fimosi, se li practica una penectomia a l'edat de 8 mesos. A continuació, tot seguint les recomanacions del psicòleg i sexòleg neozelandès John Money, un expert pioner en l'àmbit del desenvolupament sexual i de la identitat de gènere, els progenitors van optar per retirar-li els testicles a l'edat de 22 mesos i criar-lo com a filla amb el nom de Brenda. En van seguir sessions regulars amb Money, que volia fer d'aquesta reassignació sexual, tot i que forçosa i incompleta, una demostració que la identitat sexual és essencialment deguda a l'educació. Anys després, segons autors com Milton Damond, Reimer no s'identificava com a nena entre els 9 i 11 anys, i als 15 anys va optar per viure definitivament com a home.
Més endavant, David Reimer va fer conèixer el seu cas per tal de desaconsellar les pràctiques de reassignació sexuals no consentides. En concret, el desembre de 1997 el periodista John Colapinto va publicar-ne al respecte a la revista Rolling Stone. Poc després, el mateix periodista va recollir-se la història al llibre: As Nature Made Him: The Boy Who Was Raised as a Girl.
Reimer va suïcidar-se als 38 anys després d'episodis de depressió i problemes matrimonials.